# Yankiel Rivera
Yankiel Rivera Figueroa (* 10. September 1997 in Toa Alta) ist ein puerto-ricanischer Boxer im Fliegengewicht. Er ist der einzige Boxer seines Landes, der sich zur Teilnahme an den Olympischen Spielen 2020 in Tokio qualifizierte.

## Boxkarriere
Yankiel Rivera gewann 2014 Bronze bei den Panamerikanischen Jugendmeisterschaften in Quito, scheiterte bei der kontinentalen Olympiaqualifikation 2016 in Buenos Aires im Viertelfinale an Leandro Blanc und startete bei den Weltmeisterschaften 2017 in Hamburg, wo er in der Vorrunde gegen den späteren Vize-Weltmeister Jasurbek Latipov ausschied.
Bei den Zentralamerika- und Karibikspielen 2018 in Barranquilla und auch bei den Panamerikanischen Spielen 2019 in Lima gewann er jeweils eine Bronzemedaille im Fliegengewicht.
Aufgrund der COVID-19-Pandemie wurde das für Mai 2021 geplante amerikanisch-kontinentale Olympiaqualifikationsturnier in Buenos Aires abgesagt und stattdessen eine Qualifikation aufgrund der kontinentalen Ranglistenplatzierung beschlossen, was Rivera als Nummer 3 der Rangliste einen Startplatz sicherte. Bei den 2021 ausgetragenen Olympischen Spielen schied er in der Vorrunde gegen Säken Bibossynow aus.
Bei den Weltmeisterschaften 2021 in Belgrad schied er gegen Masud Yusifzada aus.